# ダシリリオン
ダシリリオン、ダシーリリオン（学：Dasylirion）は、キジカクシ科スズラン亜科に含まれる属の一つ。または、ダシリリオン属に含まれる植物の総称。

## 特徴
メキシコ～アメリカ付近原産の常緑性の低木、小低木で太い幹を持ち、先端に棘のある細い葉を密集して付ける。柔らかく肉厚な葉を持つ。乾燥地帯が自生地の為、根はあまり発達しない。耐暑性、耐乾性に優れ、耐病性にも優れる為、罹患する病気は少ない。成長はかなり遅く、幹が明瞭に立つまで五年程度かかる。主な繁殖方法は実生である。花はリュウゼツランに似た花を付ける。但し開花は非常に稀で、成熟した株でも花は余りつけない。実生では開花まで15年以上を要する。雌雄異株。

## 用途
独特の草姿を持つ為、観葉植物として親しまれている。メキシコのチワワ砂漠に自生するレイオフィルム種は、繊維材、酒製材、籠材、家畜飼料、屋根材に用いられる。

## 名称について

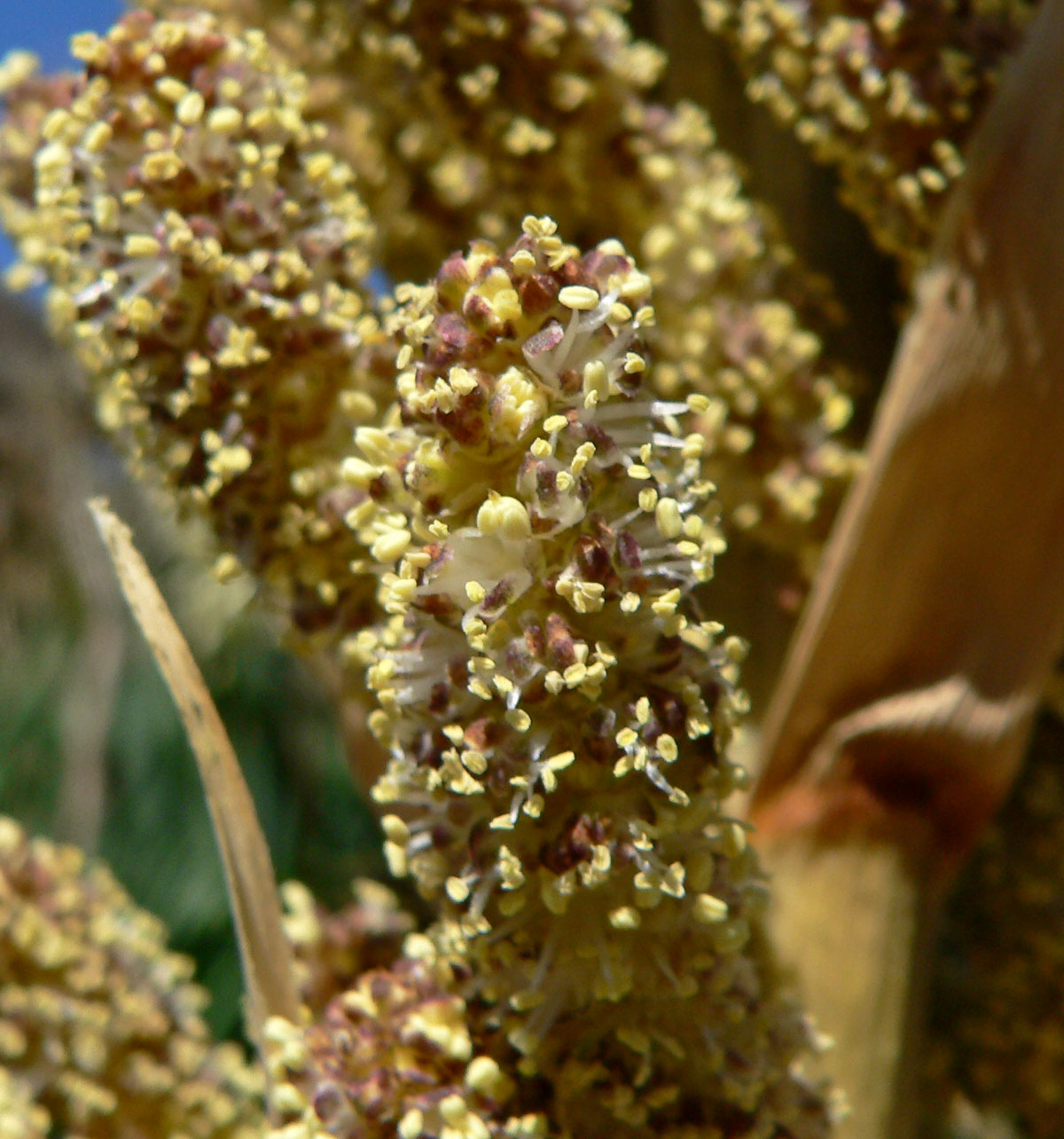
デュランジェンセ種の花

「Dasy」＋「Lirion」の合成語である。意味は「ユリの様な密集した葉」となる。葉の様子から命名された。種小名に良く見られる「Dasylirioides」は「Dasylirion」＋「Oides」の合成語で「ダシリリオン属に似た」と言う意味を持つ。

## 種
ここでは観葉植物として、栽培される種を掲載する。参考元はこちら。
- ダシリリオン・アクロトリクム

　（Dasylirion acrotrichum）
- ダシリリオン・ウィーレリ

　（Dasylirion wheeleri）
- ダシリリオン・グラウコフィルム

　（Dasylirion glaucophyllum）
- ダシリリオン・セラティフォリウム

　（Dasylirion serratifolium）
- ダシリリオン・テキサヌム

　（Dasylirion texanum）
- ダシリリオン・デュランジェンセ

　（Dasylirion durangense）
- ダシリリオン・ルシドゥム

　（Dasylirion lucidum）
- ダシリリオン・レイオフィルム

　（Dasylirion leiophyllum）
- ダシリリオン・ロンギッシマム

　（Dasylirion longissimum）

## ギャラリー

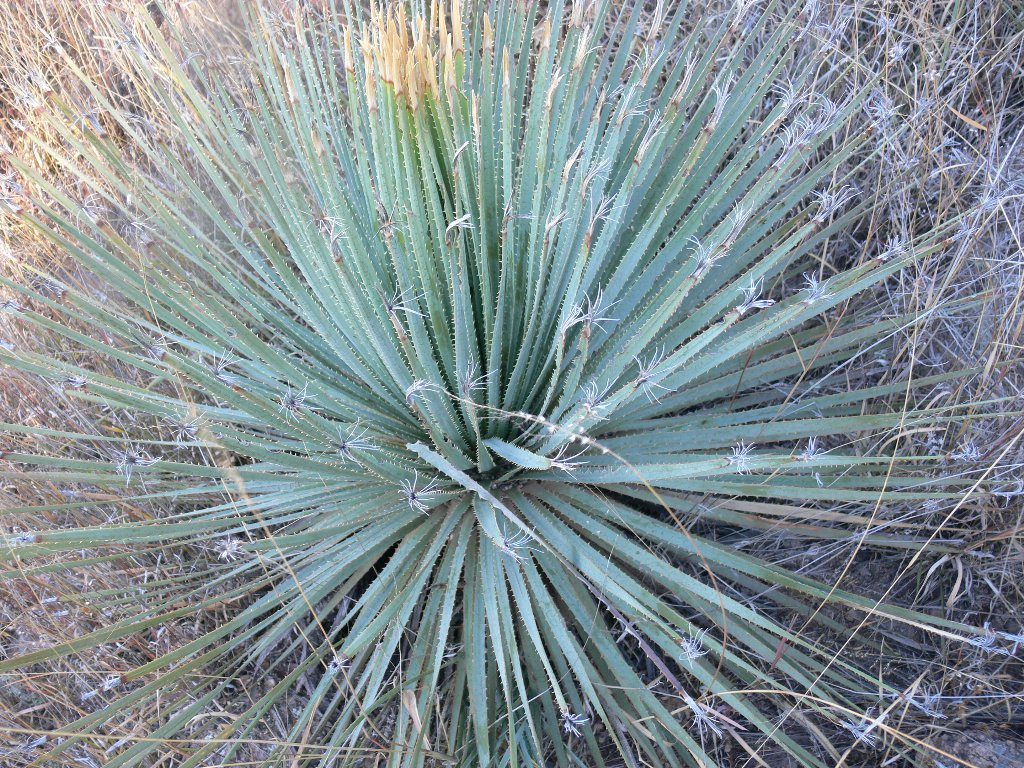
オクシデンタリス種
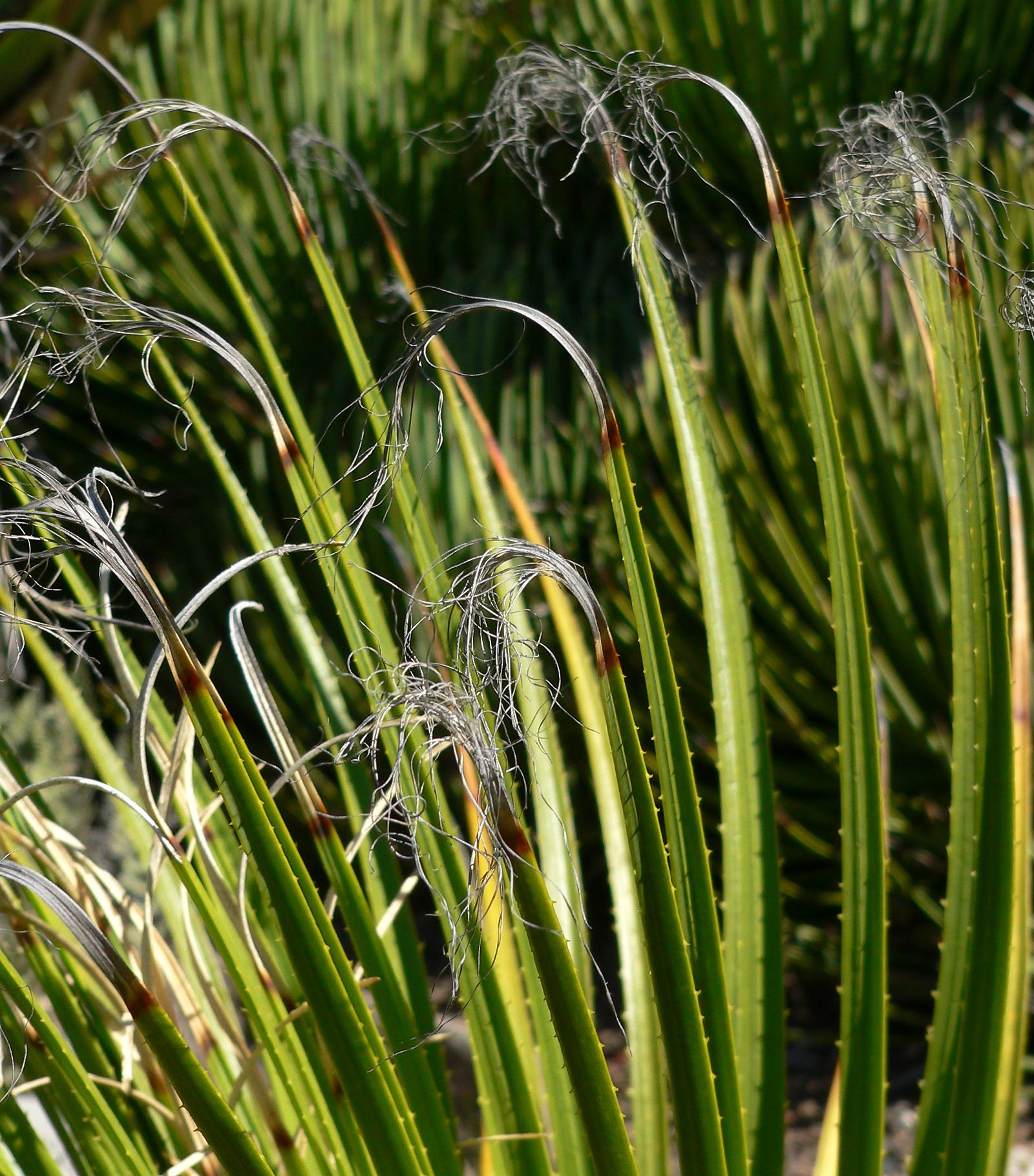
レイオフィルム種の葉
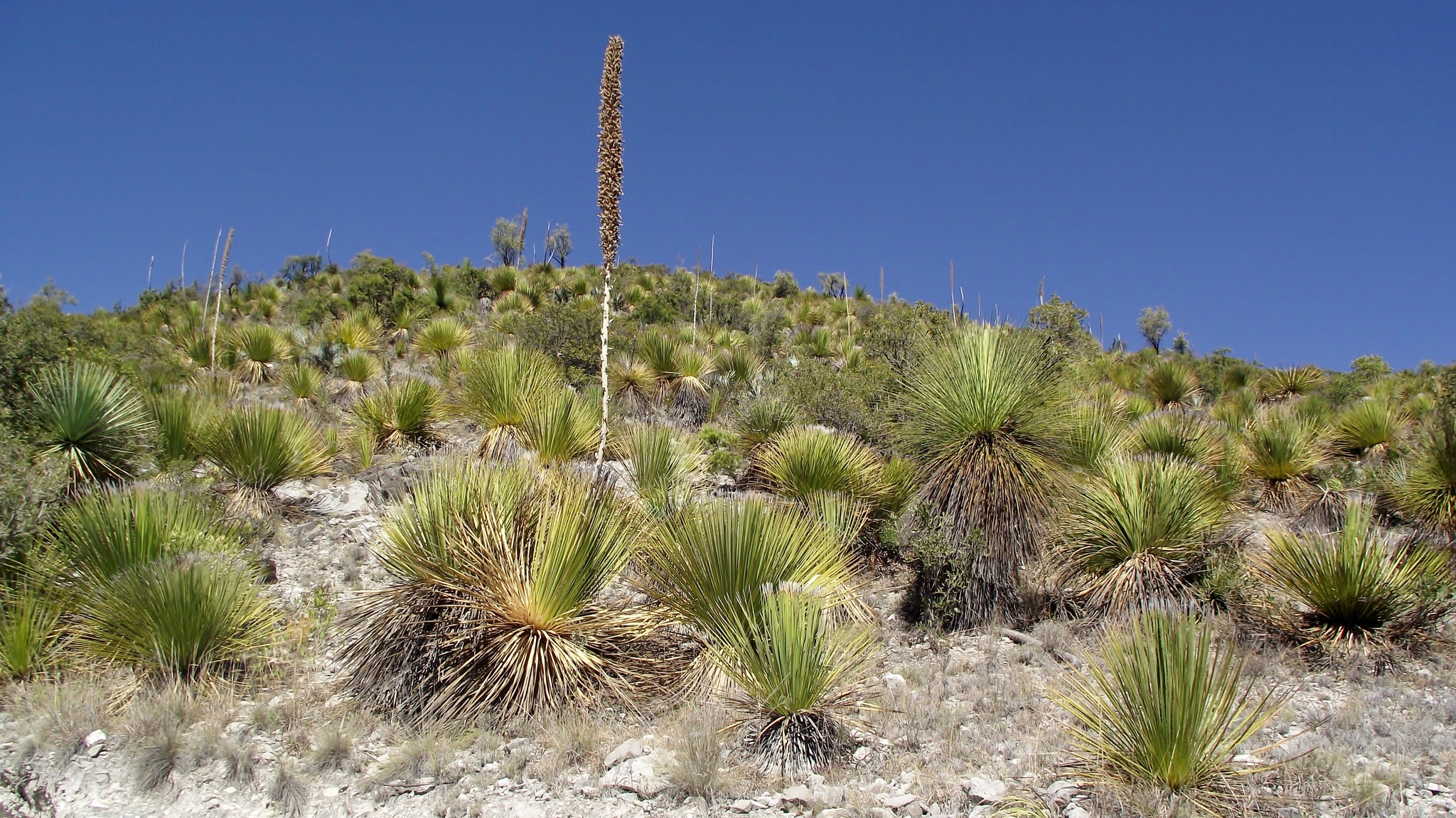
ミクイフワネンス種
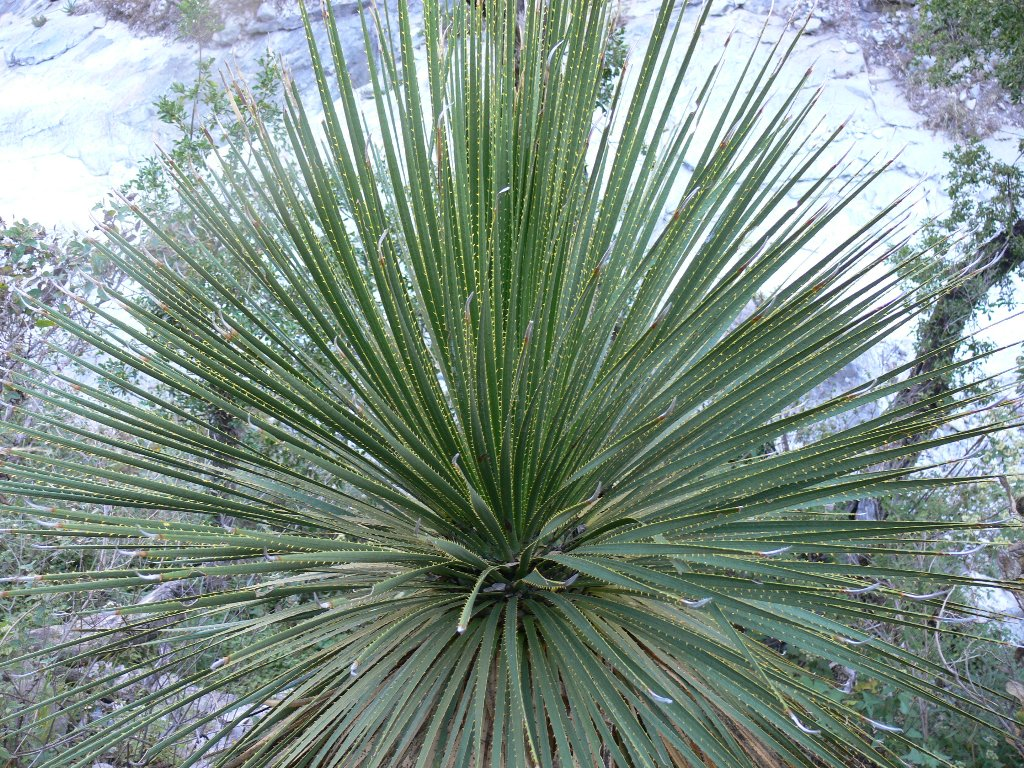
パリアヌム種
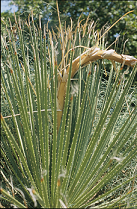
グラミニフォリウム種
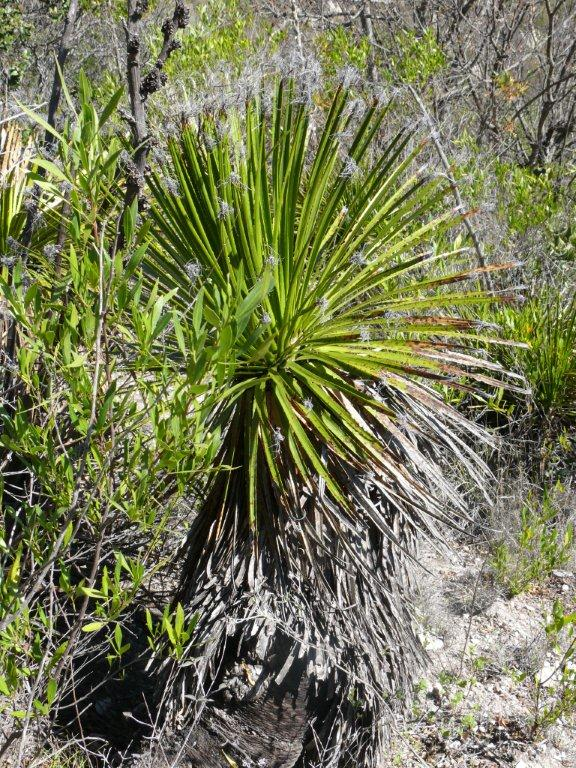
ルシドゥム種
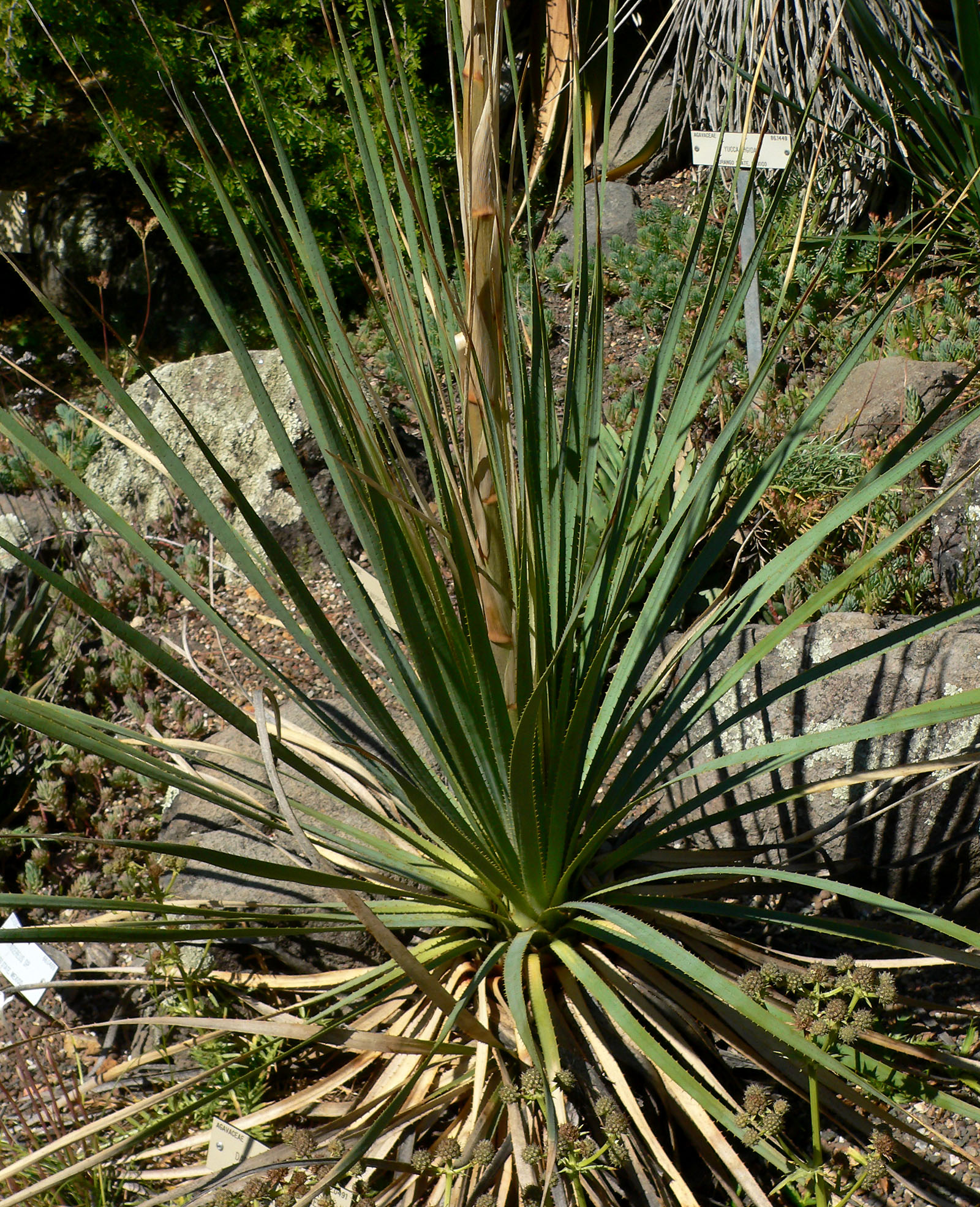
デュランジェンセ種